# Sunnyvale (Texas)
Sunnyvale é uma vila localizada no estado norte-americano do Texas, no Condado de Dallas.

## Demografia
Segundo o censo norte-americano de 2000, a sua população era de 2693 habitantes.
Em 2006, foi estimada uma população de 4148, um aumento de 1455 (54.0%).

## Geografia
De acordo com o United States Census Bureau tem uma área de 43,4 km², dos quais 43,4 km² cobertos por terra e 0,0 km² cobertos por água.

## Localidades na vizinhança
O diagrama seguinte representa as localidades num raio de 12 km ao redor de Sunnyvale.